# Aviación del Ejército del Perú
La Aviación del Ejército del Perú (AE) constituye un Órgano de Línea del Ejército, que depende directamente de la Comandancia General del Ejército del Perú, por el rol fundamental que cumple actualmente la Aviación del Ejército en apoyo a la lucha contra el terrorismo y por su proyección en la defensa y desarrollo nacional, su nombre a partir de ese año se estableció como Aviación del Ejército.

## Historia
El primer antecedente de la aviación en el Ejército del Perú lo encontramos a mediados de la primera década del siglo pasado, exactamente el 2 de diciembre del año 1915, cuando se registró la primera misión militar aérea en el Perú a cargo del Capitán del Ejército Juan O´Connor, quien, a bordo de su aeronave Bleriot, salió de Conchán realizando tres vuelos sobre San Juan y Cerro Santa Teresa, de 10, 30 y 45 minutos; y 60, 100 y 150 metros de altura, cada uno respectivamente; para desarrollar el trabajo de observación aérea de maniobras militares que por esa época realizaba el Ejército.
Una década después, en el año 1924, con fecha 12 de febrero se autoriza la creación y reglamentación del Arma de Aviación del Ejército y se cambia el nombre de Servicio de Aviación Militar por el de Servicio Aeronáutico del Ejército, reglamentándose más adelante, el 15 de abril, el Arma de Aviación del Ejército.
El componente humano ha sido desde siempre un importante pilar institucional, por ello en el año 1960, el Comando del Ejército firmó un convenio de cooperación con el Instituto Lingüístico de Verano para el mantenimiento, operación y entrenamiento del personal, formándose el Grupo Aéreo de enlace del Ejército.
Con el transcurso de los años y el avance de la tecnología, en nuestro país, la necesidad de adaptarse a los cambios hizo imperioso que el Ejército se adecuara a los adelantos tecnológicos de la época para estar a la vanguardia. En el año 1970 se realizan estudios técnicos que determinaron la necesidad de que el Ejército tenga su propia aviación. Se concluyó que la aviación ligera, basada en helicópteros, era la que mejor se adaptaba a las necesidades de un ejército moderno.
Los helicópteros fueron incorporados como un arma propia de las fuerzas terrestres y para el cumplimiento de múltiples misiones de transporte rápido de fuegos potentes, de transporte de personal, de reconocimiento de enlace, de evacuación, salvando fácilmente toda clase de obstáculos y en general realizando toda clase de operaciones aeromóviles. En el año 1972 el Comando del Ejército dispuso que se realice el primer concurso de selección para la especialidad aeronáutica. Al año siguiente, con fecha 27 de marzo se expide el Decreto Supremo n.º DS 009 – 73/GU, estableciendo oficialmente el Grupo de Aviación Ligera del Ejército (GALE), siendo primer jefe de esta entidad el coronel José Vásquez Pancorvo. Inicialmente estuvo dotado de helicópteros Alouette II y MI-8. Se alquiló un lote de terreno en el área norte del aeropuerto internacional Jorge Chávez, en el distrito del Callao, para que funcionaran sus instalaciones. Un antecedente histórico importante para la aviación en el Ejército se registra en el mes de octubre del año 1974, cuando se graduó la primera promoción de pilotos de helicópteros del ejército. Más adelante, en el año 1977, con fecha 10 de junio se firmó el DS 009 – 77 por el cual se modificó la denominación de Grupo de Aviación Ligera del Ejército (GALE) por el de Aviación del Ejército (AE), siendo el primer jefe de esta entidad el General José Balta Vivanco.

## Organización de la Aviación del Ejército “Capitán EP Julio Ponce Antúnez de Mayolo”
- Batallón de Reconocimiento y Ataque “Coronel Javier Da Cruz del Águila” n.º 811
- Batallón de Asalto y Transporte “Capitán Julio Alberto Ponce Antúnez de Mayolo” n.º 811
- Batallón de Asalto y Transporte “Teniente Coronel Gustavo Escudero Otero” n.º 821
- Batallón de Aviones “Capitán Juan O’ Connor Guevara” n.º 811
- Batallón de Servicios “Capitán Augusto Gutiérrez Mendoza” n.º 800
- Compañía Comando “Capitán José Soto Merino” n.º 800
- Compañía Comunicaciones “Suboficial de 1ra Rubén de la Cruz Huarcaya” n.º 800
- Compañía Policía Militar “Técnico de 3ra José Castillo Velarde” n.º 800

## Implementación fundamental
La Aviación del Ejército es la fuerza operativa que lleva, con cada una de sus misiones, un mensaje de fortaleza al militar en combate y de esperanza al poblador de las zonas más alejadas de la patria; sus pilotos y tripulantes son el ejército en el cielo del Perú, ellos son dignos herederos del Capitán Julio Ponce Antúnez de Mayolo y del Mayor Luis García Rojas, héroes caídos en defensa de la integridad territorial y pacificación nacional. El soporte material de la Aviación del Ejército lo constituyen sus aeronaves, por ello se tomaron importantes decisiones para implementar con modernos aviones y helicópteros, así como equipos para optimizar el cumplimiento del deber. Con estas adquisiciones se logró complementar la flota de aeronaves con la que hasta hoy se contaba.
La Aviación del Ejército, se mantiene permanente en operaciones las 24 horas del día, los 365 días del año, incansablemente, haciéndose presente en el momento preciso y oportuno con el profesionalismo de sus tripulaciones y personal de mantenimiento aeronáutico quienes destacan por su alta capacitación en tecnología aeronáutica acorde con los últimos adelantos: quienes cuentan con un entrenamiento permanente en la Escuela de Aviación del Ejército, en el Centro de Mantenimiento Aeronáutico del Ejército (CEMAE), así como en el extranjero.
En la actualidad la Aviación del Ejército viene trabajando con el mismo ímpetu de siempre y más aún con el firme propósito de cumplir con la misión asignada, como lo ha demostrado a través de la historia, en las acciones por la pacificación, seguridad y desarrollo nacional. La Aviación del Ejército, dueña de un rico historial, ratifica a plenitud su presencia en todo el país, llevando ayuda y un mensaje de integración y solidaridad a cada uno de los peruanos que habitan en los lugares más alejados de nuestra amada patria.
Desde su creación hasta la fecha, la Gran Unidad ha ocupado las siguientes instalaciones:
1. Desde Mar 73 hasta Feb 75, funcionó en el Cuartel General del Ejército, ubicada en la Av. Arequipa, ahora  Comando Conjunto de las FF. AA. (CCFFAA) en el distrito de Lince.
2. Desde Feb 75 hasta Ago 75 en el entonces Servicio Aéreo Naval (SAN) de la Marina de Guerra del Perú, hoy Fuerza de Aviación Naval (FAN) en el Callao.
3. A partir del 01 Set 75, la Gran Unidad se traslada a las Instalaciones que actualmente ocupa; es decir, en la Rampa Norte del Aeropuerto Internacional “JORGE CHAVEZ” en el Callao.
4. Desde el año 1982 se construyeron en Urakuza instalaciones adecuadas para el mantenimiento de aeronaves de la AE,  las que se utilizaron durante las operaciones del Alto Cenepa en el año 1995, y viene funcionando regularmente en la actualidad a cargo del Centro de Mantenimiento Aeronáutico de la AE.
5. En el Año 1988, la Escuela de Aviación del Ejército se traslada a la ciudad de Moquegua retornando al año siguiente.
6. En el Año 1996, La Escuela de Aviación del Ejército se traslada a la ciudad de Chancay para completar la fase de instrucción de vuelos retornando a Lima el año 1997.
7. La Escuela de Aviación por necesidad de contar con un lugar apropiado libre de tráfico aéreo retorna a la ciudad de Moquegua en el año de 1999 hasta la actualidad.
8. La Aviación del Ejército desde el año 1,999 viene ocupando las nuevas instalaciones en el distrito de Chorrillos.

## Equipamiento
| Nombre                                            | Imagen                        | Tipo                          | Cantidad                      | Notas | Origen                        |
| Aviones de transporte militar                     | Aviones de transporte militar | Aviones de transporte militar | Aviones de transporte militar | Aviones de transporte militar | Aviones de transporte militar |
| ------------------------------------------------- | ----------------------------- | ----------------------------- | ----------------------------- | --- | ----------------------------- |
| Antonov An-32B                                    |                               | Avión de transporte táctico   | 3                             | | Unión Soviética               |
| Cessna 560XL                                      |                               | Transporte vip                | 1                             | Adquirido en 2015. | Estados Unidos                |
| Beechcraft 350                                    |                               | Transporte vip                | 1                             | | Estados Unidos                |
| Beechcraft 1900-D                                 |                               | Transporte vip                | 1                             | | Estados Unidos                |
| Aviones utilitarios, de enlace y de entrenamiento |                               |                               |                               | |                               |
| Piper PA-31T Cheyenne                             |                               | Avión de enlace               | 1                             | | Estados Unidos                |
| Piper PA-34*200T Seneca III                       |                               | Avión de enlace               | 1                             | | Estados Unidos                |
| Cessna 208 Caravan                                |                               | Avión utilitario              | 1                             | | Estados Unidos                |
| Cessna 206 Skywagon                               |                               | Avión de entrenamiento        | 2                             | | Estados Unidos                |
| Cessna 152/182 Skylane                            |                               | Avión de entrenamiento        | 4                             | | Estados Unidos                |
| Cessna 172SP Skyhawk                              |                               | Avión de entrenamiento        | 2                             | | Estados Unidos                |
| Cessna 150/152 Skytrainer                         |                               | Avión de entrenamiento        | 4                             | | Estados Unidos                |
| Cessna 421 Goldeneye                              |                               | Avión de entrenamiento        | 1                             | | Estados Unidos                |
| Helicópteros de transporte militar                |                               |                               |                               | |                               |
| Mi-171Sh-P Hip H                                  |                               | Transporte medio              | 24                            | Adquiridos en 2013. | Rusia                         |
| Mi-171Sh Hip H                                    |                               | Transporte medio              | 2                             | Adquiridos en 2010 | Rusia                         |
| Mi-17-1B                                          |                               | Transporte medio              | 22                            | Seis unidades fueron repotenciadas en 2007 con sistemas de visión nocturna ANVIS/HUD y torreta electro óptica Compass.               | Unión Soviética               |
| Mi-8MTV-1                                         |                               | Transporte medio              | 9                             | Fueron convertidos a helicópteros convencionales de transporte y carga, sin posibilidad de cargar armamento.                         | Unión Soviética               |
| Mil Mi-8t Hip C                                   |                               | Transporte medio              | 1                             | | Unión Soviética               |
| Helicópteros utilitarios y de entrenamiento       |                               |                               |                               | |                               |
| AgustaWestland AW109                              |                               | Helicóptero armado ligero     | 4                             | En el 2016 culminaron los procesos de recuperación de modernización en su aviónica y diversos sistemas en las instalaciones del E.P. | Italia                        |
| F-280 C/F Shark                                   |                               | Entrenamiento básico          | 2                             | AdquiridoS en 2015. | Estados Unidos                |
| Enstrom F28FX Falcon                              |                               | Entrenamiento básico          | 2                             | Adquiridos en 2014. | Estados Unidos                |
| Robinson R-44 Raven II                            |                               | Entrenamiento avanzado        | 1                             | | Estados Unidos                |